# Lechwerke

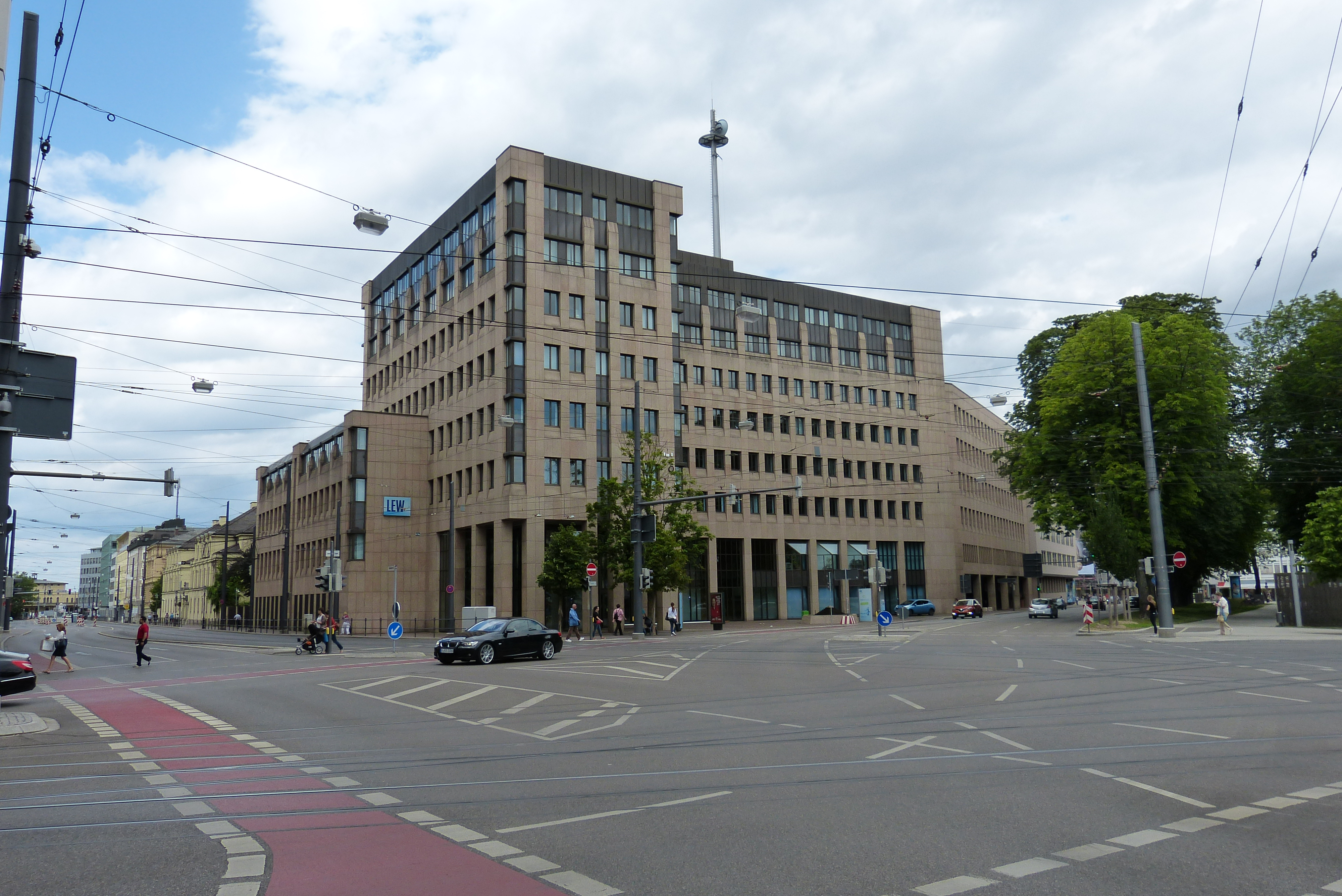
Gebäude der LEW am Königsplatz (Augsburg)

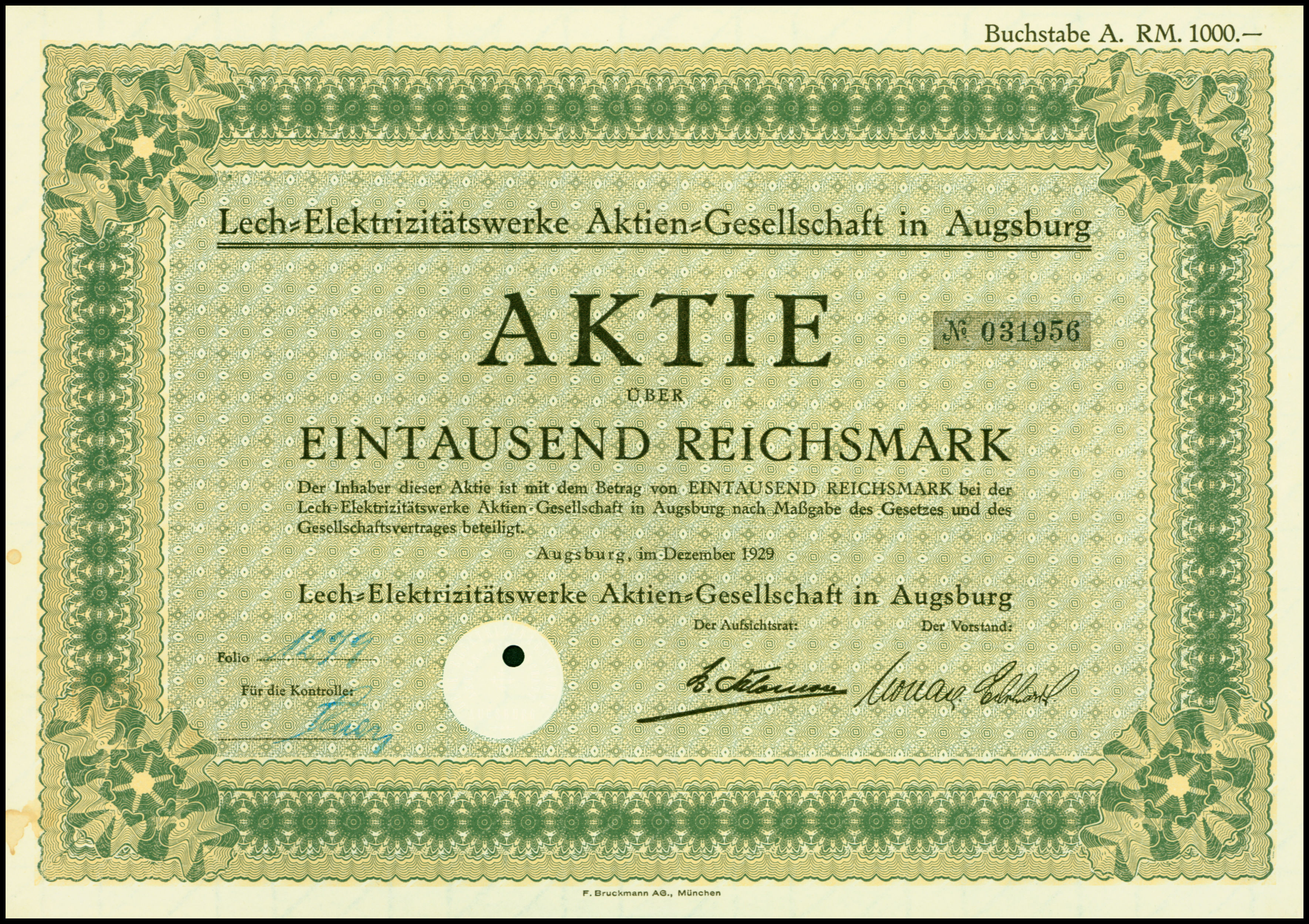
Aktie über 1000 RM der Lech-Elektrizitätswerke AG vom Dezember 1929

Die Lechwerke AG (auch LEW Lechwerke) ist ein regionales Energieversorgungsunternehmen, das sich im mehrheitlichen Besitz der E.ON SE befindet.
Das Netzgebiet umfasst den größten Teil des bayerischen Regierungsbezirkes Schwaben und wird im Westen von der Iller, im Norden von der Donau, im Osten vom Lech und im Süden vom Landkreis Oberallgäu annähernd begrenzt, wobei einige Stadtwerke ausgenommen sind. Das Stromverteilnetz der Lechwerke ist über 36.700 km Kilometer lang.
In der Lechwerke AG sind der Stromvertrieb, die Energiebeschaffung, die Energiedienstleistung sowie zentrale Unternehmensfunktionen gebündelt. Daneben ist das Unternehmen über seine Tochtergesellschaften in der Stromverteilung (Netzbetrieb), in der Energieerzeugung aus erneuerbaren Energien (etwa durch Wasserkraftwerke) und in der Bereitstellung von Daten- und Telekommunikationsdiensten tätig.

## Geschichte

Ehemaliges Logo

### Gründung und Anfangsjahre
Die Wurzeln der Lechwerke reichen bis in das Jahr 1898 zurück, in dem von dem Frankfurter Unternehmen Lahmeyer & Co. mit dem Bau des Lechkanals und des 1901 in Betrieb genommenen Wasserkraftwerks Gersthofen begonnen wurde. 1903 gründete Lahmeyer die Lech-Elektrizitätswerke Aktien-Gesellschaft in Augsburg. Im Jahr 1923 übernahm die ebenfalls von Lahmeyer gegründete Rheinisch-Westfälisches Elektrizitätswerk AG das Unternehmen Lahmeyer und damit auch die Lechwerke. 1932 erfolgte mit der Inbetriebnahme der 110-kV-Leitung Meitingen–Hoheneck (bei Stuttgart) der Anschluss an das Verbundgebiet der RWE.
In den Jahren 1976/1977 wurden 90 % des Grundkapitals der Aktiengesellschaft Bayerische Elektrizitätswerke (BEW) übernommen.

### Entwicklungen ab 2002
2002 erfolgte die Umfirmierung in die Lechwerke AG. Drei Jahre später wurde die Aktiengesellschaft in eine Holding umgewandelt. Des Weiteren wurden vier Tochtergesellschaften für die Bereiche Erzeugung, Netzbetrieb, Netzsteuerung sowie Verwaltung und Vertrieb gegründet. Mitte 2008 eröffneten die Lechwerke das Lechmuseum Bayern in Langweid am Lech.
Bis zum Dezember 2014 war das Unternehmen im Prime Standard notiert, verzichtete danach jedoch aus Kostengründen auf die Zulassung.
Im Jahr 2019 übernahm E.ON das RWE-Tochterunternehmen Innogy. Zudem wurde RWE mit 16,7 % zum größten Anteilseigner von E.ON und übernahm darüber hinaus den Bereich der erneuerbaren Energien von Innogy und E.ON. Seit der Übernahme ist die E.ON Verwaltungs GmbH, Essen Hauptaktionär der Lechwerke. Bis zum Zeitpunkt der Übernahme war Innogy mit rund 90 % an den Lechwerken beteiligt gewesen.

## Konzernstruktur
Als Dachgesellschaft ist die Lechwerke AG unter anderem an folgenden Unternehmen unmittelbar beteiligt (soweit nicht anders erwähnt, mit 100 % Anteil):
- LEW Wasserkraft GmbH, Betrieb von Wasserkraftwerken und Beteiligung an verschiedenen Seilbahngesellschaften
- LEW Beteiligungsgesellschaft mbH (LB), Beteiligung an zwei regionalen Elektrizitätswerken
- LEW Verteilnetz GmbH (LVN), Netzzugang, Netzbetreiber im Verbundgebiet
- LEW Anlagenverwaltung GmbH
- LEW Service & Consulting GmbH
- Wärmeversorgung Schwaben GmbH (WVS)
- Bayerische Elektrizitätswerke GmbH
- Bayerische-Schwäbische Wasserkraftwerke Beteiligungsgesellschaft mbH (62,2 %)

Über die Tochtergesellschaften sind die Lechwerke an weiteren Unternehmen mittelbar beteiligt, etwa an der LEW TelNet GmbH, der Überlandwerk Krumbach GmbH (ÜWK), der Wendelsteinbahn GmbH sowie der Elektrizitätswerk Landsberg GmbH (EWL).
Die E.ON Verwaltungs GmbH ist mit 89,87 % Anteil Hauptaktionär der Lechwerke. Alle Anteile an der E.ON Verwaltungs GmbH werden von der E.ON Beteiligungen GmbH gehalten. Die Geschäftsanteile an der E.ON Beteiligungen GmbH werden von der E.ON SE gehalten. 6,74 % der Lechwerke-Aktien befinden sich im Besitz der öffentlichen Hand, wobei der Bezirk Schwaben mit 6,41 % der größte Anteilseigner ist. Weitere 3,39 % der Unternehmensanteile befinden sich im Streubesitz.

### Kennzahlen
Zum Jahresende 2023 beschäftigte die Lechwerke AG mit Auszubildenden insgesamt 1918 Vollzeitkräfte und erwirtschaftete einen Umsatzerlös in Höhe von 1,5 Mrd. Euro. Die Lechwerke-Gruppe erzielte einen Gesamtumsatz von 1,58 Mrd. Euro, bei einem Ergebnis von 293 Mio. Euro vor Zinsen, Steuern und Abschreibungen (EBITDA). Der Stromverkauf belief sich im selben Jahr auf 6,8 Mrd. kWh und der Gasabsatz auf 1,8 Mrd. kWh.
Anzahl der EEG-Einspeiser und Leistung ihrer Anlagen:
- Photovoltaik: 86.341 mit 1.988.204 kW
- Biomasse: 557 mit 261.807 kW
- Deponie-, Klär- und Grubengas: 4 mit 347 kW
- Wasserkraft: 387 mit 70.469 kW
- Windkraft: 103 mit 159.430 kW

### Geschäftsbereiche des Unternehmens

#### Kraftwerke

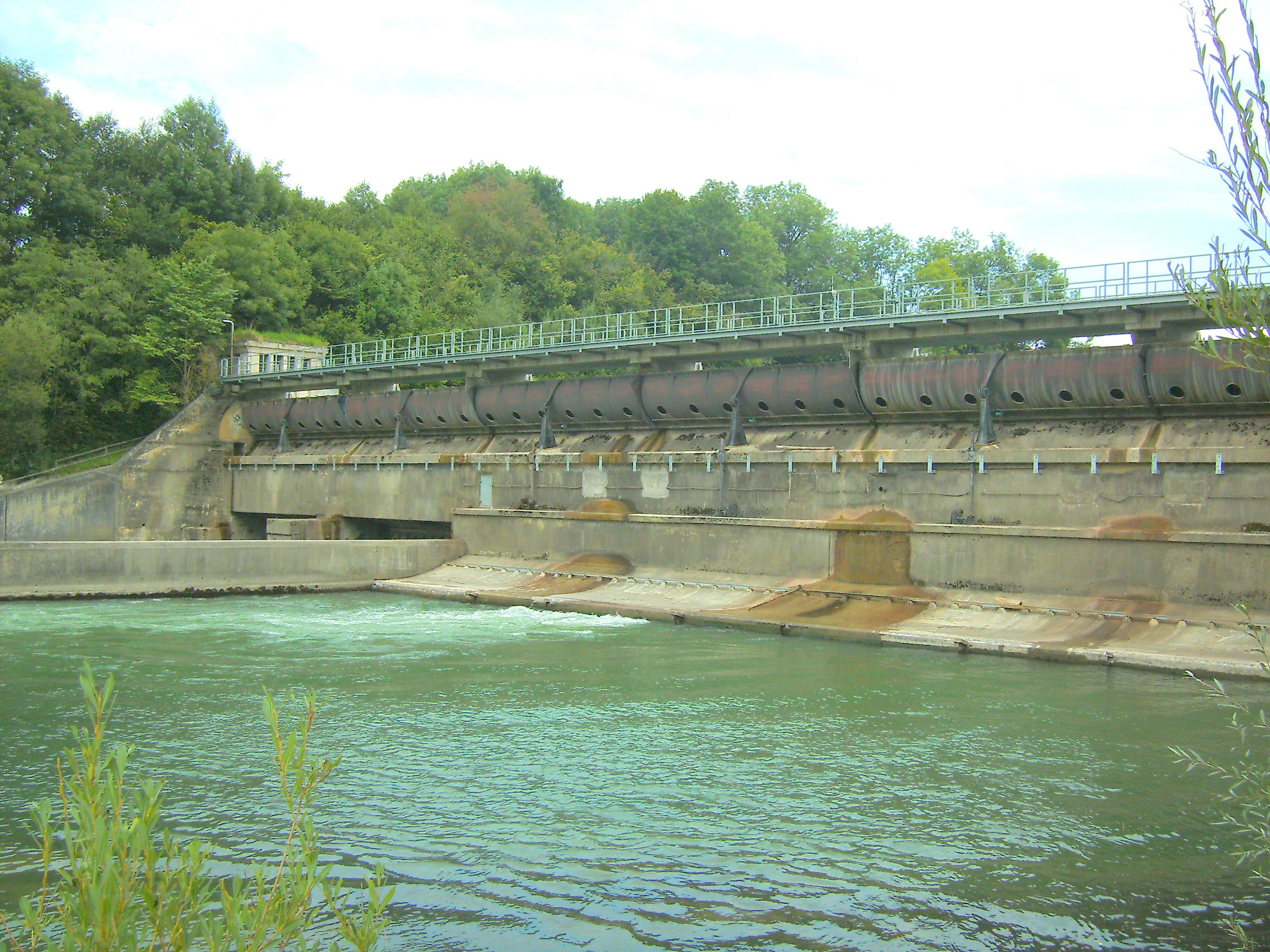
Illerkraftwerk Maria Steinbach

Die LEW Wasserkraft erzeugt in 36 Laufwasserkraftwerken jährlich rund 1 Mrd. kWh Strom, wovon 20 eigene Kraftwerke sind und 16 zu verbundenen Unternehmen gehören. Diese liegen an folgenden Flüssen:
- Donau: 10 (davon gehören 4 zur Mittleren Donau Kraftwerke AG (MDK) und 6 zur Oberen Donau Kraftwerke AG (ODK))
- Iller: 5
- Günz: 6 (davon gehört 1 zur Überlandwerk Krumbach GmbH)
- Lech: 10 (davon gehört 1 zur Elektrizitätswerk Landsberg GmbH und 4 zur Rhein-Main-Donau AG (RMD))
- Wertach: 5

Zu den Dienstleistungen im Geschäftsbereich der LEW Wasserkraft zählen zudem Hochwasserschutz und die Gewässerentwicklung für Kommunen.